# 편백
편백(扁柏, 학명: Chamaecyparis obtusa, Japanese cypress or hinoki cypress)은 일본 원산의 상록교목으로 회목(檜木) 또는 노송나무라고도 일컫는다. 일본어로는 히노끼(히노키, 일본어: ひのき)라고 한다. 높이 30~40m, 폭 1~2m 가량이며, 나무 껍질은 적갈색이고, 작은 바늘 모양의 잎이 가지에 밀생한다. 봄에 가지 위에 작은 꽃이 피며, 10월에 녹색의 구과가 붉은색으로 익는다. 구과는 지름 1cm로 7~9개의 방패 모양인 비늘조각으로 되어 있다. 잎과 목재에는 1%의 정유가 포함되어 있으며, 약용으로 이용되고 있다. 편백나무에는 피톤치드라는 천연 항균물질이 다량 함유되어 있어 살균 작용이 뛰어나고, 내수성이 강해 물에 닿으면 고유의 향이 진하게 퍼져 잡내도 없애 주기 때문에 최근 도마 재질로 많이 사용되고 있다